# ПТК КРУГ-2000
ПТК КРУГ-2000 — российский программно-технический комплекс, представляющий собой набор технических и программных средств, работающих совместно для выполнения задач автоматизированного управления технологическими процессами.

## Назначение ПТК
ПТК КРУГ-2000 предназначен для создания автоматизированных систем управления объектами с непрерывным или периодическим характером протекания технологических процессов.
На его базе могут быть созданы системы управления как с сосредоточенной, так и с  распределённой архитектурой, в том числе:
- Автоматизированные системы управления технологическими процессами (АСУ ТП), в составе:
  - Информационно-измерительные подсистемы
  - Подсистемы автоматического регулирования
  - Подсистемы технологических защит и защитных блокировок (ТЗ и ЗБ, ПАЗ)
- Автоматизированные системы оперативно-диспетчерского управления (АСОДУ)
- Системы коммерческого и технического учёта энергоресурсов (электроэнергия, вода, пар, тепло, газ, нефть и нефтепродукты): АСКУЭ, АСТУЭ
- Системы телемеханики
- Автоматизированные системы управления энергооборудованием предприятий (АСУЭ)
- Обучающие тренажёры для операторов.

## Области применения
ПТК «КРУГ-2000» предназначен для создания автоматизированных систем управления объектами энергетики, нефтегазовой промышленности, металлургии, теплосетей, водоканалов, пищевой промышленности, стройиндустрии, промышленных, портовых, складских и торговых зданий и т.д.

## Особенности ПТК
| Полное название | Программно-технический комплекс «КРУГ-2000» |
| Технические средства | |
| Верхний уровень ПТК | - Компьютеры промышленного и офисного исполнения - ЖК-мониторы 19"-22" и более - Экраны коллективного пользования - Пультовые конструкции КонсЭрго - Системы бесперебойного электропитания |
| Нижний уровень ПТК | - Контроллеры серии TREI-5B (разработка и производство в России) - Контроллеры серии DevLink-C1000 с модулями ввода-вывода DevLink-А10 (разработка и производство в России) - Оборудование для шкафов управления - Панели операторов |
| Сетевое оборудование | - Сетевые коммутаторы промышленного и офисного исполнения - Межсетевые экраны - Сетевые кабели - Оборудование для организации оптических линий связи - Преобразователи интерфейсов - Модемы и др. |
| Средства обеспечения единства системного времени                                                                                      | - Сервер единого времени TimeVisor - Источники единого времени сторонних производителей - Встроенные функции коррекции системного времени SCADA КРУГ-2000 |
| Программное обеспечение | |
| Операционные системы для оборудования верхнего уровня (серверы, станции оператора, станция инжиниринга, станция архивирования и т.д.) | - Windows 7 - Windows 2008 R2 - Windows 8.1 - Windows Server 2012 R2 |
| Операционные системы контроллеров | - Linux - QNX |
| Фирменное программное обеспечение верхнего уровня                                                                                     | Модульная интегрированная SCADA КРУГ-2000 |
| Фирменное программное обеспечение контроллеров                                                                                        | Система реального времени контроллера (СРВК) КРУГ-2000 |
| База данных системы | Единая, однократно набираемая база данных для SCADA-системы и контроллеров |
| Среда разработки программ пользователя                                                                                                | - Единая среда разработки ИСР «КРУГОЛ» программ пользователя для серверов БД и контроллеров - Языки ФБД, СТ |
| Поддерживаемые протоколы связи со сторонними системами и контроллерами на верхнем уровне ПТК                                          | OPC (DA/HDА), файл-обмен, ODBC, драйверы устройств |
| Поддерживаемые протоколы связи со сторонними системами на нижнем (контроллерном) уровне ПТК                                           | ModBus (RTU, TCP), МЭК 60870-5-101/104, HART, драйверы устройств |
| Средства удалённого мониторинга | - Web-Контроль — даёт возможность просматривать мнемосхемы с использованием Web-браузера без установки дополнительного программного обеспечения - Поддержка организации нескольких «рабочих столов» средствами Windows |
| Наличие специализированных функций | Встроенные функции: - Обработки сигналов (достоверность, границы сигнализации, фильтрация и т.д.) - Регулирования (14 типов встроенных регуляторов) - Коммерческого и технического учета тепловой энергии, перегретого и насыщенного пара, горячей и холодной воды - Коммерческого и технического учета добываемого, перерабатываемого и распределяемого природного газа и его компонентов - Ведения архивов трендов в контроллере с точностью фиксации событий по времени до 2,5 мсек и последующей их передачей на верхний уровень в режиме реального времени - Ведение протоколов пред- и послеаварийных ситуаций в контроллере - Поддержка модемных соединений, связи по GSM и т.д. |
| Лицензирование | По количеству точек ввода-вывода и используемым функциональным модулям |
| Архитектура | |
| Архитектура верхнего уровня ПТК | Клиент-серверная с возможностью создавать многоуровневые системы с распределённой БД. Клиентские станции могут иметь доступ к информации от нескольких независимых серверов базы данных (многосерверный доступ). Серверы БД имеют возможность обмениваться информацией по межсерверному обмену. |
| Архитектура нижнего уровня ПТК (контроллеры)                                                                                          | Распределённая. Максимальное расстояние между процессорной частью и удалённым модулем ввода-вывода (без повторителей): - до 1200 м (витая пара) - до 3700 м (оптоволокно) |
| Возможности резервирования | - 100% «горячее» резервирование информационных сетей и серверов баз данных - 100% «горячее» резервирование контроллеров, процессорных частей контроллеров, модулей и отдельных каналов ввода/вывода - 100% «горячее» резервирование внутренних информационных шин контроллеров - Резервирование функций коррекции системного времени |
| Контроллеры | |
| Модули ввода/вывода | - Более 180 типов сигналов, включая - 0-5/0-20/4-20/±5/±10 мA - 0-5/0-10/±5/±10 В - термопары — ВСЕ - термосопротивления — ВСЕ - Каналы аналогового ввода/вывода с HART - Взрывозащищенное исполнение мезонинов (ЕхiaIIC) — индивидуальный встроенный барьер |
| Информационная мощность | - поддержка до 255 модулей на один контроллер - поддержка до 8160 каналов ввода/вывода |
| Рабочий температурный диапазон контроллеров                                                                                           | от -60°C — +60°C (для специального исполнения) |